# Oberhartberg (Mitterfels)
Oberhartberg ist ein Gemeindeteil des Marktes Mitterfels im niederbayerischen Landkreis Straubing-Bogen.
Der Weiler liegt zweieinhalb Kilometer südwestlich des Ortskerns von Mitterfels, zwischen den Ortsteilen Weingarten und Dunk.

## Einwohnerentwicklung
- 1838: 0017 Einwohner[3]
- 1860: 0022 Einwohner[4]
- 1871: 0017 Einwohner[5]
- 1875: 0015 Einwohner[6]
- 1885: 0017 Einwohner[7]
- 1900: 0021 Einwohner[8]
- 1913: 0011  Einwohner[9]
- 1925: 0021 Einwohner[10]
- 1950: 0016 Einwohner[11]
- 1961: 0012 Einwohner[12]
- 1970: 0010 Einwohner[13]
- 1987: 0019 Einwohner[1]

## Umwelt
Oberhartberg liegt im Landschaftsschutzgebiet Bayerischer Wald.

## Kirchensprengel
Der Ort wurde 1838, zur gleichen Zeit wie Unterhartberg, von der katholischen Pfarrei Steinach nach Mitterfels umgepfarrt.